# Big Water
Big Water est une municipalité américaine située dans le comté de Kane, dans l’État de l’Utah. Lors du recensement de 2010, sa population s’élevait à 475 habitants. La municipalité s'étend alors sur une superficie de 6,16 milles carrés (15,95 km2).

## Histoire
Durant la construction du barrage de Glen Canyon, la localité est appelée Glen Canyon City. Elle devient une municipalité en 1983 et prend le nom de Big Water. Alex Joseph, célèbre polygame, devient alors maire de la ville pendant dix ans. Il est un temps à la tête du seul conseil municipal totalement libertarien du pays. En 2001, Big Water élit le premier maire ouvertement gay de l'État, également membre du Parti libertarien.

## Démographie
| Groupe            | Big Water | Utah | États-Unis |
| ----------------- | --------- | ---- | ---------- |
| Blancs            | 93,3      | 86,1 | 72,4       |
| Amérindiens       | 2,5       | 1,2  | 0,9        |
| Métis             | 1,3       | 6,0  | 6,4        |
| Autres            | 1,1       | 2,7  | 2,9        |
| Asiatiques        | 0,8       | 2,0  | 4,8        |
| Afro-Américains   | 0,8       | 1,1  | 12,6       |
| Océaniens         | 0,2       | 0,9  | 0,2        |
| Total             | 100       | 100  | 100        |
|                   |           |      |            |
| Latino-Américains | 3,0       | 13,0 | 16,7       |

Selon l'American Community Survey pour la période 2010-2014, 92,34 % de la population âgée de plus de 5 ans déclare parler l'anglais à la maison, 6,51 % déclare parler l'espagnol, 0,77 % l'allemand et 0,38 une langue chinoise.